# Quarterback titolari dei Green Bay Packers
Questi quarterback sono partiti come titolari per i Green Bay Packers della National Football League. Sono inseriti in ordine di data a partire dalla prima partenza come titolari nei Packers.

## Quarterback titolari
Lista di tutti i quarterback titolari dei Green Bay Packers. Il numero tra parentesi indica il numero di gare da titolare giocate nella stagione:

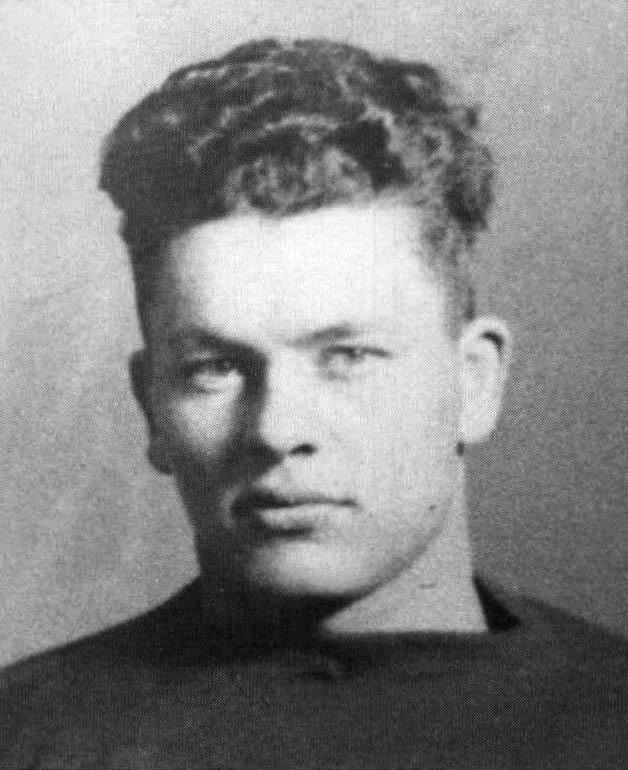
Curly Lambeau, 1925

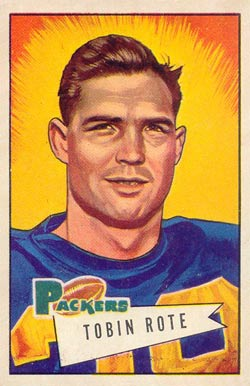
Tobin Rote, 1950–1956

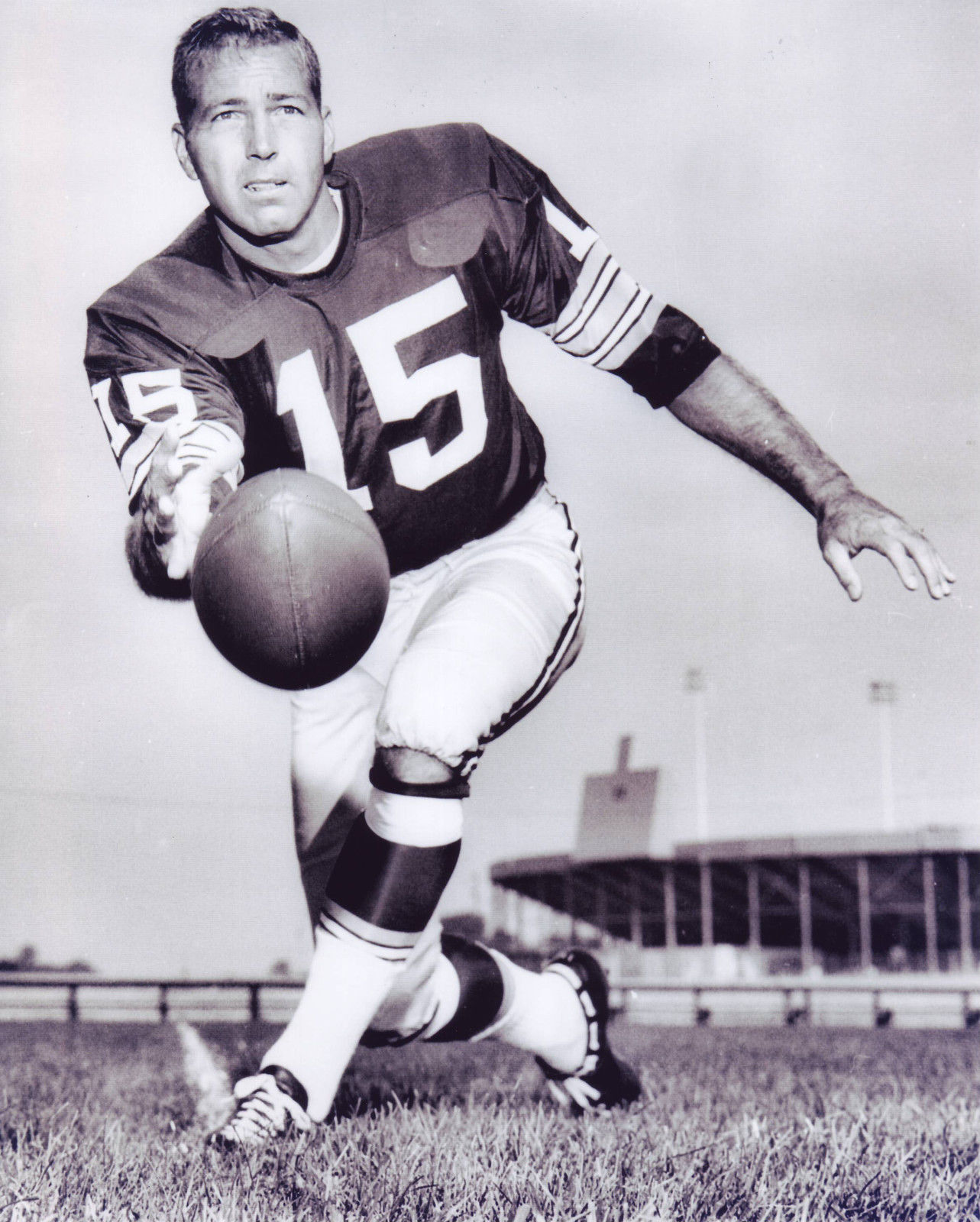
Bart Starr, 1956-1971

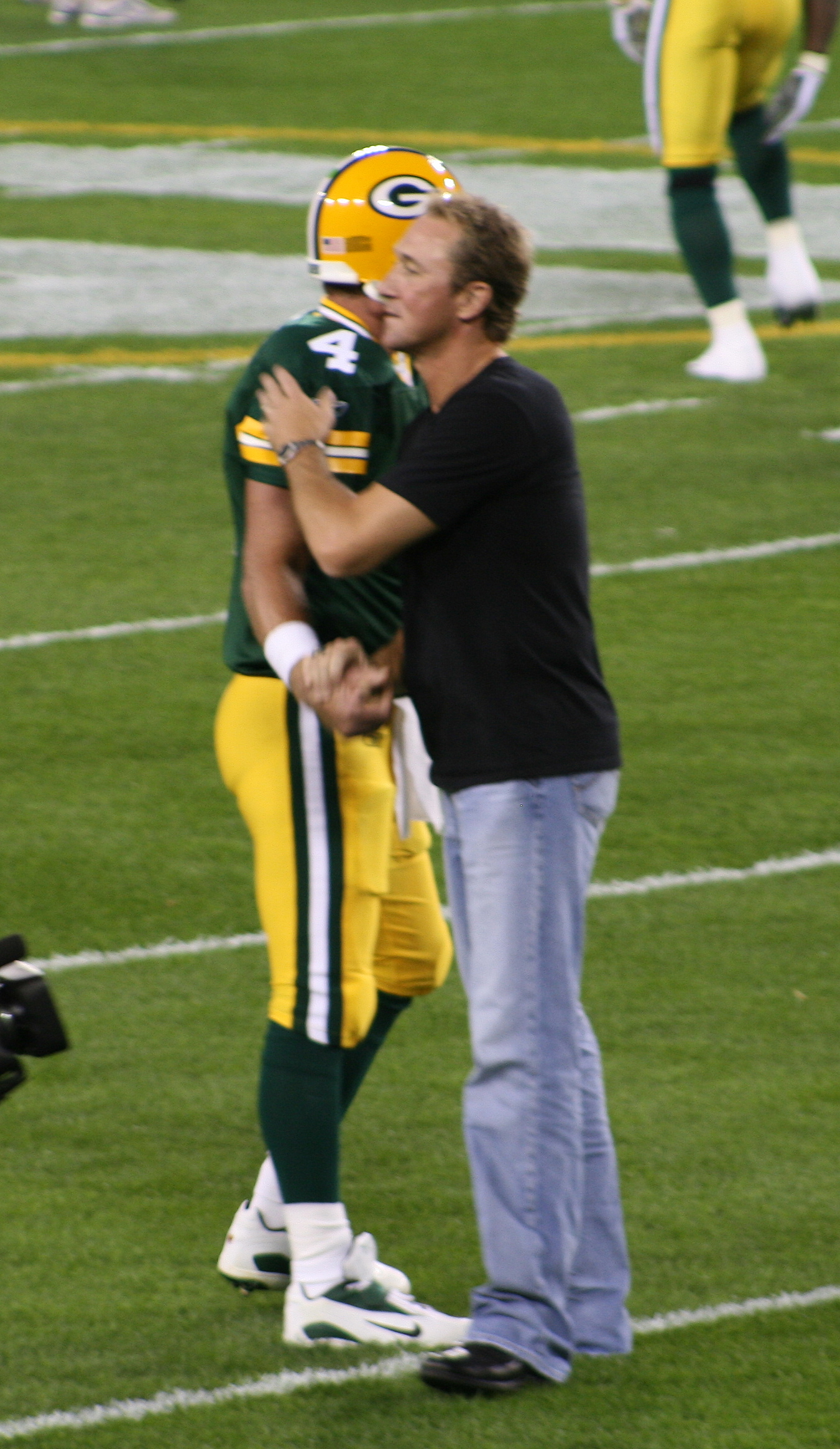
Don Majkowski (destra), 1987-1992

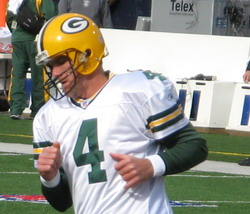
Brett Favre 1992, 2007

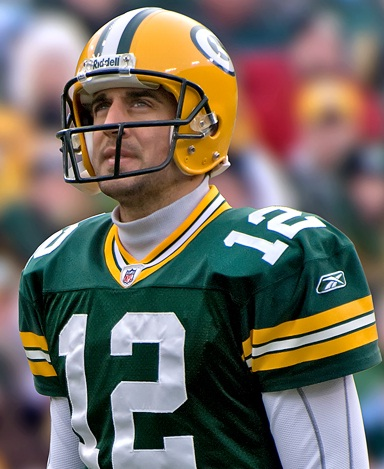
Aaron Rodgers, 2008-2022

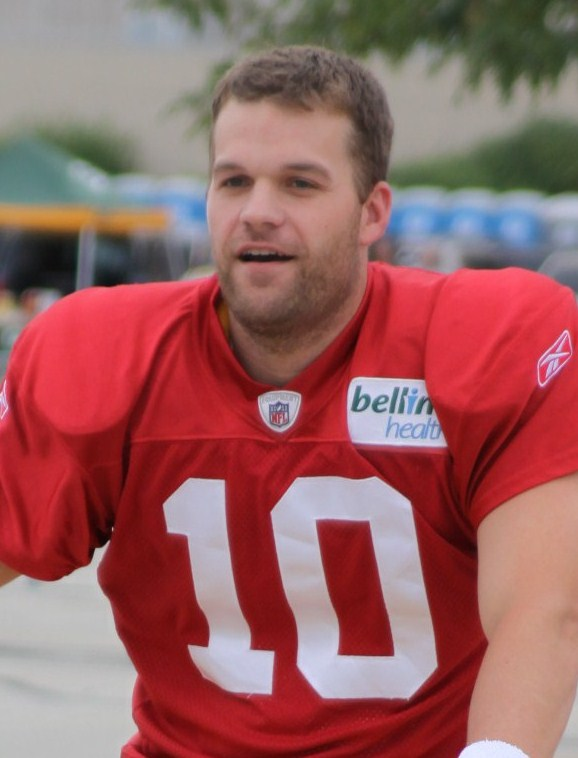
Matt Flynn, 2010-2013

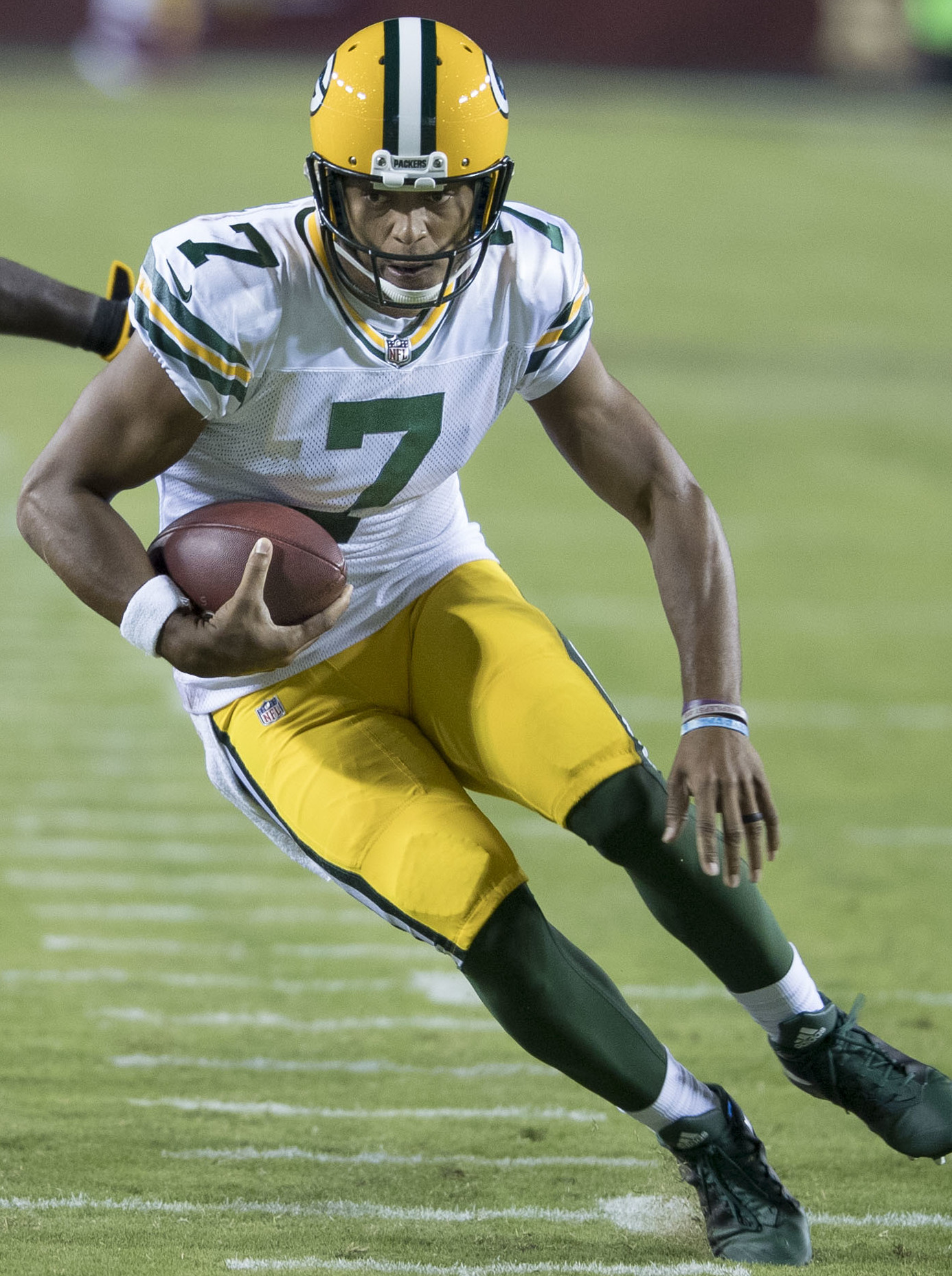
Brett Hundley, 2017

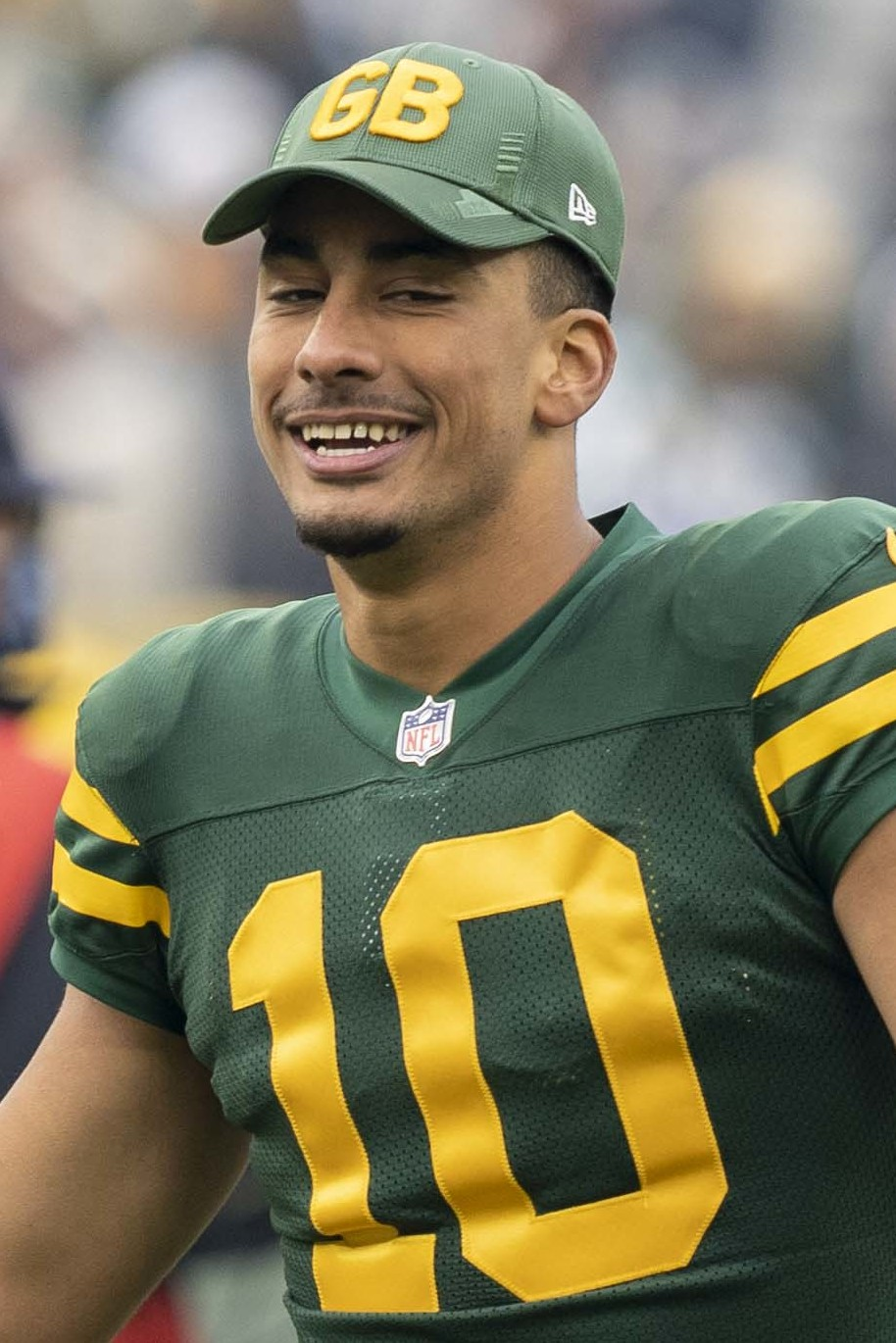
Jordan Love, 2021-presente

### Stagione regolare
| Quarterback titolari dei Green Bay Packers |                                                                            |         |
| Stagione                                   | Quarterback                                                                | Note    |
| 1921                                       | Adolph Kliebhan (5) / Norm Barry (5)                                       | [ 1 ]   |
| 1922                                       | Charlie Mathys (10)                                                        | [ 2 ]   |
| 1923                                       | Charlie Mathys (10)                                                        | [ 3 ]   |
| 1924                                       | Charlie Mathys (11)                                                        | [ 4 ]   |
| 1925                                       | Charlie Mathys (11) / Curly Lambeau (1)                                    | [ 5 ]   |
| 1926                                       | Pid Purdy (8) / Charlie Mathys (3)                                         | [ 6 ]   |
| 1927                                       | Red Dunn (10) / Kevin Salmon (2)                                           | [ 7 ]   |
| 1928                                       | Red Dunn (12) / Bullet Baker (1)                                           | [ 8 ]   |
| 1929                                       | Red Dunn (8) / Bullet Baker (2) / Jack Evans (2)                           | [ 9 ]   |
| 1930                                       | Red Dunn (10) / Arnie Herber (4)                                           | [ 10 ]  |
| 1931                                       | Paul Fitzgibbon (7) / Red Dunn (4) / Roger Grove (3)                       | [ 11 ]  |
| 1932                                       | Arnie Herber                                                               | [ 12 ]  |
| 1933                                       | Arnie Herber                                                               | [ 13 ]  |
| 1934                                       | Arnie Herber                                                               | [ 14 ]  |
| 1935                                       | Arnie Herber                                                               | [ 15 ]  |
| 1936                                       | Arnie Herber                                                               | [ 16 ]  |
| 1937                                       | Arnie Herber                                                               | [ 17 ]  |
| 1938                                       | Arnie Herber / Cecil Isbell                                                | [ 18 ]  |
| 1939                                       | Arnie Herber / Cecil Isbell                                                | [ 19 ]  |
| 1940                                       | Cecil Isbell / Arnie Herber / Hal Van Every                                | [ 20 ]  |
| 1941                                       | Cecil Isbell                                                               | [ 21 ]  |
| 1942                                       | Cecil Isbell / Tony Canadeo                                                | [ 22 ]  |
| 1943                                       | Tony Canadeo / Irv Comp                                                    | [ 23 ]  |
| 1944                                       | Irv Comp                                                                   | [ 24 ]  |
| 1945                                       | Irv Comp / Roy McKay                                                       | [ 25 ]  |
| 1946                                       | Irv Comp / Cliff Aberson                                                   | [ 26 ]  |
| 1947                                       | Jack Jacobs                                                                | [ 27 ]  |
| 1948                                       | Jack Jacobs / Irv Comp                                                     | [ 28 ]  |
| 1949                                       | Jug Girard (10) / Stan Heath (1) / Jack Jacobs (1)                         | [ 29 ]  |
| 1950                                       | Tobin Rote (12)                                                            | [ 30 ]  |
| 1951                                       | Tobin Rote (11) / Bobby Thomason (4)                                       | [ 31 ]  |
| 1952                                       | Tobin Rote (8) / Babe Parilli (4)                                          | [ 32 ]  |
| 1953                                       | Tobin Rote (7) / Babe Parilli (5)                                          | [ 33 ]  |
| 1954                                       | Tobin Rote (12)                                                            | [ 34 ]  |
| 1955                                       | Tobin Rote (12)                                                            | [ 35 ]  |
| 1956                                       | Tobin Rote (11) / Bart Starr (1)                                           | [ 36 ]  |
| 1957                                       | Bart Starr (11) / Babe Parilli (1)                                         | [ 37 ]  |
| 1958                                       | Bart Starr (7) / Babe Parilli (4) / Joe Francis (1)                        | [ 38 ]  |
| 1959                                       | Bart Starr (5) / Lamar McHan (7)                                           | [ 39 ]  |
| 1960                                       | Bart Starr (8) / Lamar McHan (4)                                           | [ 40 ]  |
| 1961                                       | Bart Starr (14)                                                            | [ 41 ]  |
| 1962                                       | Bart Starr (14)                                                            | [ 42 ]  |
| 1963                                       | Bart Starr (10) / John Roach (4)                                           | [ 43 ]  |
| 1964                                       | Bart Starr (14)                                                            | [ 44 ]  |
| 1965                                       | Bart Starr (14)                                                            | [ 45 ]  |
| 1966                                       | Bart Starr (13) / Zeke Bratkowski (1)                                      | [ 46 ]  |
| 1967                                       | Bart Starr (12) / Zeke Bratkowski (2)                                      | [ 47 ]  |
| 1968                                       | Bart Starr (9) / Zeke Bratkowski (5)                                       | [ 48 ]  |
| 1969                                       | Bart Starr (9) / Don Horn (5)                                              | [ 49 ]  |
| 1970                                       | Bart Starr (13) / Don Horn (1)                                             | [ 50 ]  |
| 1971                                       | Scott Hunter (10) / Bart Starr (3) / Zeke Bratkowski (1)                   | [ 51 ]  |
| 1972                                       | Scott Hunter (14)                                                          | [ 52 ]  |
| 1973                                       | Jerry Tagge (6) / Scott Hunter (5) / Jim Del Gaizo (3)                     | [ 53 ]  |
| 1974                                       | John Hadl (6) / Jerry Tagge (6) / Jack Concannon (2)                       | [ 54 ]  |
| 1975                                       | John Hadl (13) / Don Milan (1)                                             | [ 55 ]  |
| 1976                                       | Lynn Dickey (10) / Carlos Brown (3) / Randy Johnson (1)                    | [ 56 ]  |
| 1977                                       | Lynn Dickey (9) / David Whitehurst (5)                                     | [ 57 ]  |
| 1978                                       | David Whitehurst (16)                                                      | [ 58 ]  |
| 1979                                       | David Whitehurst (13) / Lynn Dickey (3)                                    | [ 59 ]  |
| 1980                                       | Lynn Dickey (16)                                                           | [ 60 ]  |
| 1981                                       | Lynn Dickey (13) / David Whitehurst (3)                                    | [ 61 ]  |
| 1982                                       | Lynn Dickey (9)                                                            | [ 62 ]  |
| 1983                                       | Lynn Dickey (16)                                                           | [ 63 ]  |
| 1984                                       | Lynn Dickey (15) / Randy Wright (1)                                        | [ 64 ]  |
| 1985                                       | Lynn Dickey (10) / Jim Zorn (5) / Randy Wright (1)                         | [ 65 ]  |
| 1986                                       | Randy Wright (16)                                                          | [ 66 ]  |
| 1987                                       | Randy Wright (7) / Don Majkowski (5) / Alan Risher (3)                     | [ 67 ]  |
| 1988                                       | Don Majkowski (9)/ Randy Wright (7)                                        | [ 68 ]  |
| 1989                                       | Don Majkowski (16)                                                         | [ 69 ]  |
| 1990                                       | Don Majkowski (8) / Anthony Dilweg (7) / Blair Kiel (1)                    | [ 70 ]  |
| 1991                                       | Don Majkowski (8) / Mike Tomczak (7) / Blair Kiel (1)                      | [ 71 ]  |
| 1992                                       | Brett Favre (13) / Don Majkowski (3)                                       | [ 72 ]  |
| 1993                                       | Brett Favre (16)                                                           | [ 73 ]  |
| 1994                                       | Brett Favre (16)                                                           | [ 74 ]  |
| 1995                                       | Brett Favre (16)                                                           | [ 75 ]  |
| 1996                                       | Brett Favre (16)                                                           | [ 76 ]  |
| 1997                                       | Brett Favre (16)                                                           | [ 77 ]  |
| 1998                                       | Brett Favre (16)                                                           | [ 78 ]  |
| 1999                                       | Brett Favre (16)                                                           | [ 79 ]  |
| 2000                                       | Brett Favre (16)                                                           | [ 80 ]  |
| 2001                                       | Brett Favre (16)                                                           | [ 81 ]  |
| 2002                                       | Brett Favre (16)                                                           | [ 82 ]  |
| 2003                                       | Brett Favre (16)                                                           | [ 83 ]  |
| 2004                                       | Brett Favre (16)                                                           | [ 84 ]  |
| 2005                                       | Brett Favre (16)                                                           | [ 85 ]  |
| 2006                                       | Brett Favre (16)                                                           | [ 86 ]  |
| 2007                                       | Brett Favre (16)                                                           | [ 87 ]  |
| 2008                                       | Aaron Rodgers (16)                                                         | [ 88 ]  |
| 2009                                       | Aaron Rodgers (16)                                                         | [ 89 ]  |
| 2010                                       | Aaron Rodgers (15) / Matt Flynn (1)                                        | [ 90 ]  |
| 2011                                       | Aaron Rodgers (15) / Matt Flynn (1)                                        | [ 91 ]  |
| 2012                                       | Aaron Rodgers (16)                                                         | [ 92 ]  |
| 2013                                       | Aaron Rodgers (9) / Matt Flynn (4) / Scott Tolzien (2) /Seneca Wallace (1) | [ 93 ]  |
| 2014                                       | Aaron Rodgers (16)                                                         | [ 94 ]  |
| 2015                                       | Aaron Rodgers (16)                                                         | [ 95 ]  |
| 2016                                       | Aaron Rodgers (16)                                                         | [ 96 ]  |
| 2017                                       | Brett Hundley (9) / Aaron Rodgers (7)                                      | [ 97 ]  |
| 2018                                       | Aaron Rodgers (16)                                                         | [ 98 ]  |
| 2020                                       | Aaron Rodgers (16)                                                         | [ 99 ]  |
| 2021                                       | Aaron Rodgers (16) / Jordan Love (1)                                       | [ 100 ] |
| 2022                                       | Aaron Rodgers (17)                                                         | [ 100 ] |
| 2023                                       | Jordan Love (17)                                                           | [ 101 ] |
| 2024                                       | Jordan Love (14) / Malik Willis (2)                                        | [ 102 ] |

### Playoff
| Stagione | Quarterback       |
| -------- | ----------------- |
| 1936     | Arnie Herber (2)  |
| 1938     | Arnie Herber (2)  |
| 1939     | Arnie Herber (1)  |
| 1941     | Cecil Isbell (1)  |
| 1944     | Irv Comp (1)      |
| 1960     | Bart Starr (1)    |
| 1961     | Bart Starr (1)    |
| 1962     | Bart Starr (1)    |
| 1965     | Bart Starr (2)    |
| 1966     | Bart Starr (2)    |
| 1967     | Bart Starr (3)    |
| 1972     | Scott Hunter (1)  |
| 1982     | Lynn Dickey (2)   |
| 1993     | Brett Favre (2)   |
| 1994     | Brett Favre (2)   |
| 1995     | Brett Favre (3)   |
| 1996     | Brett Favre (3)   |
| 1997     | Brett Favre (3)   |
| 1998     | Brett Favre (1)   |
| 2001     | Brett Favre (2)   |
| 2002     | Brett Favre (1)   |
| 2003     | Brett Favre (2)   |
| 2004     | Brett Favre (1)   |
| 2007     | Brett Favre (2)   |
| 2009     | Aaron Rodgers (1) |
| 2010     | Aaron Rodgers (4) |
| 2011     | Aaron Rodgers (1) |
| 2012     | Aaron Rodgers (2) |
| 2013     | Aaron Rodgers (1) |
| 2014     | Aaron Rodgers (2) |
| 2015     | Aaron Rodgers (2) |
| 2016     | Aaron Rodgers (3) |